# ターキッシュエア & トラベル
ターキッシュエア＆トラベル（TURKISH Air & Travel)はトルコ旅行・観光に専門特化した旅行業者である。

## 概説
代表取締役社長はジェム・チャカローズ。
「ツーリズムを通じて日本とトルコの架け橋になる」ことを理念とした会社である。
パッケージツアー以外はトルコ方面への視察旅行手配やトルコ企業と日本企業とのビジネスマッチングや交流の支援も行っている。
トルコのスペシャリストとして皆様から絶対の信頼を勝ち得られるよう精進し、親日国であるトルコのさらなる魅力を日本中の皆様に伝えてゆくことを目標としている。

## 事業概要
- 旅行業法に基づく旅行業
- 国外における観光客への運送、宿泊その他旅行に関するサービス提供の斡旋、手配代行業
- WEBメディアの運営
  - トルコ専門の旅行サイト「ターキッシュエア＆トラベル」
  - トルコ旅行・観光メディア「ターキッシュ・カルチャークラブ」

## 略歴
- 2014年8月、株式会社EVENTLAB (EVENT LAB Co.,Ltd.) の旅行部門として設立。[3]
- 2015年
  - 9月、旅行業第一種のライセンスを取得。
  - 9月、日本旅行業協会 (JATA) の正会員に入会。
  - 12月、自社主催ツアーを主とし、営業開始。

- 2020年
  - 6月、旅行業公正取引協議会会員に入会。[4]
  - 8月、JATAボンド保証会員 に入会。

- 2024年
  - 4月、 プライバシーマーク取得（10450226(01)）[5]

## 登録
旅行業第一種 観光庁長官登録旅行業第1997号

## 所属団体
- 日本旅行業協会 (JATA) 正会員[1]

## 営業所
- 東京都渋谷区恵比寿南3-7-1 代官山島田ビル2階[6]
- 営業所は公式サイト「会社案内」を参照。